# Фишер, Анетта
Анетта Фишер (дат. Anette Fischer, урождённая Клавсен (дат. Klavsen); 1946—1992) — датский библиотекарь и правозащитница, возглавлявшая датское отделение Amnesty International, в 1989 году она была назначена членом Международного исполнительного комитета этой организации, став его главой в 1991 году. Фишер погибла вместе с мужем в автомобильной катастрофе во Флоренции, в Италии, в июле 1992 года.

## Ранняя биография и образование
Анетта Клавсен родилась 13 июля 1946 года в Фредериксберге, районе Копенгагена, в семье Андерса Петера Клавсена (ум. 1922) и Клары Эмилии Миккельсен (1921—1996). Выросшая в пригороде Копенгагена, после окончания гимназии Баллеруп в 1965 году, она изучала библиотечное дело в Датской библиотечной школе, окончив её в 1970 году.
Ещё учась в университете, в 1969 году Анетта начала интересоваться деятельностью Amnesty International.

## Карьера
В начале 1972 года вместе со своим новоиспечённым мужем, инженером Карлом Эли Сейделем Фишером, Анетта переехала в Танзанию, где основала фильмотеку в Аудиовизуальном институте Дар-эс-Салама. Вернувшись в Данию в 1974 году, она сначала работала в библиотеке Датского института кинематографа, а затем была назначена референтом-библиотекарем в Публичной библиотеки в Рёдовре.
Она была настолько эффективной в своей работе в библиотеке, что ей разрешали посвящать часть своего рабочего времени деятельности в датском отделении Amnesty International в течение ряда лет. После работы в качестве координатора организации, в 1983 году она стала членом правления датского отделения. С 1986 года она занимала пост его председателя, а в 1989 году стала членом важнейшего органа Amnesty International по принятию решений — Международного исполнительного комитета. Два года спустя, когда она была назначена его главой, она стала первой женщиной и первым датчанином на этом посту.
Работая в Amnesty International в Дании, она боролась за освобождение узников совести и против нарушений прав человека в Чили, ЮАР и СССР. Она также создала датскую группу правозащитников для проведения кампании против пыток и смертной казни, а также для предотвращения исчезновений людей в Аргентине. Став председателем датского отделения, она организовала кампании против массовых казней в Иране и злоупотреблений на оккупированных Израилем территориях.
Избранная для координации работы Amnesty International в Европейском экономическом сообществе она выступала против ограничительных мер государств-членов по предоставлению убежища тем, кто стремится избежать пыток, тюремного заключения или смерти. В 1989 году в качестве члена Международного исполнительного комитета она участвовала в борьбе с подавлением демократии в Китае и в координации работы по просвещению в области прав человека, в частности в целях предотвращения пыток и смертной казни в Азии, Африке и Латинской Америке. Фишер путешествовала по всему Ближнему Востоку и Северной Африке, работая на увеличение количества членов Amnesty International и пропагандируя свои взгляды. В 1990 году она представляла свою организацию на Второй международной конференции по правам человека в Вильнюсе и Ленинграде.
После того как она была назначена главой Международного исполнительного комитета, ей потребовалось больше времени для своей правозащитной деятельности, что вынудило её перейти на полставки на своей работе в библиотеке. Муж помогал ей и брал с собой в отпуск, чтобы помогать снимать стресс. Когда они возвращались из отпуска в Италии, они оба погибли в автомобильной катастрофе (лобовом столкновении под проливным дождем) во Флоренции 11 июля 1992 года.